# Violeta
«Violeta» — (кор. 비올레타) песня, записанная южнокорейско-японской гёрл-группой IZ*ONE, выпущенная 1 апреля 2019 года лэйблом Off The Record Entertainment в качестве ведущего сингла с их второго мини-альбома Heart*Iz.

## Композиция
«Violeta» - это поп-трек с тропическими хаус-битами и будущим басовым интро, вдохновленным рассказом «Счастливый принц». Он был описан Джеффом Бенджамином из Billboard как имеющий «цветочную тему, девушки как цветок которые вот вот рацветут». Он предлагает более оживлённую хореографию, чем предыдущая корейская песня «La Vie en Rose». Джек Ванан из LWOS Life
похвалил песню как «[это] удивительное, производство».

## Музыкальное видео
Клип на песню «Violeta» был выпущен 1 апреля 2019 года. Режиссер Digipedi, дает «яркие и природные тематические образы [...] с луговыми цветами, светящимися призмами, брызгами воды и более эстетичными дизайнами».
По состоянию на 11 июля 2019 года, музыкальное видео достигает более 40 миллионов просмотров. Off The Record выпустили специальное видео в ознаменование достижения 40 миллионов просмотров.

## Чарты
| Чарты (2019)                        | Высшая позиция |
| ----------------------------------- | -------------- |
| Япония (Japan Hot 100)              | 13             |
| Республика Корея (Gaon)             | 18             |
| Республика Корея (K-pop Hot 100)    | 5              |
| США World Digital Songs (Billboard) | 8              |

## Победы

### Музыкальные программы
| Программа                 | Дата           | Ссылка |
| ------------------------- | -------------- | ------ |
| M Countdown (Mnet)        | 11 апреля 2019 | [ 13 ] |
| M Countdown (Mnet)        | 18 апреля 2019 | [ 14 ] |
| The Show (SBS MTV)        | 9 апреля 2019  | [ 15 ] |
| The Show (SBS MTV)        | 16 апреля 2019 | [ 16 ] |
| Show Champion (MBC Music) | 10 апреля 2019 | [ 17 ] |
| Show Champion (MBC Music) | 17 апреля 2019 | [ 18 ] |
| Music Bank (KBS)          | 12 апреля 2019 | [ 19 ] |